# Domenico Dolce
Domenico Mario Assunto Dolce (Polizzi Generosa, 13 agosto 1958) è uno stilista e imprenditore italiano, fondatore insieme a Stefano Gabbana della casa di moda Dolce & Gabbana.

## Biografia
Dolce già da giovane entra in contatto col mondo sartoriale attraverso il negozio di famiglia. Frequenta il liceo scientifico e nel 1978 si iscrive alla Scuola per Stilisti di Milano, frequentando l'Istituto Marangoni di Milano. Nel 1981 avvia il suo sodalizio professionale con l'allora compagno di vita Stefano Gabbana, con il quale nel 1984 apre uno studio di consulenza artistica. L'anno successivo Dolce e Gabbana presentano la loro prima collezione moda a Milano. Il successo ottenuto dai due stilisti rende il marchio uno dei più celebri nel campo della moda, al punto che nel 2004 vengono nominati nell'ambito degli Elle Style Award come migliori designer internazionali.
Benché continuino a lavorare insieme, nel 2004 la relazione sentimentale fra i due stilisti è terminata. Al marzo 2013 per la rivista Forbes è il 15° uomo più ricco d'Italia (2 mld di dollari) e il 735° uomo più ricco del mondo. Nel 1995 ha inoltre fatto parte, insieme a Stefano Gabbana, del cast del film di Giuseppe Tornatore L'uomo delle stelle, nel quale recitano un cameo rispettivamente nella parte di un contadino e un fotografo. Nel 2020 lo stesso Tornatore realizzerà poi un documentario sui due celebri stilisti dal titolo Devotion. La prima in esclusiva mondiale si è svolta nell'anfiteatro romano di Agrigento e in contemporanea nelle piazze siciliane.

## Sicilia
Numerose sono le ispirazioni siciliane nelle collezioni di Dolce & Gabbana. Nel 2020 D&G collabora con la casa vinicola siciliana Donnafugata per creare il rosè Rosa. Sulla stessa scia la collaborazione con il Maestro Pasticciere Nicola Fiasconaro ed i suoi partner per il panettone o, ancora, con il pastificio Di Martino per la pasta e la tipica salsa al pomodoro.